# Georgij Fetcó
Georgij (Schora) (Zora) Fetcó, född 4 juli 1923 i Istanbul, död 22 mars 2001 i Patmos, Grekland, var en svensk målare, konstpedagog och keramiker.
Han var son till byggmästaren Simeon Fetcó och Polina Sikiotou och från 1947 gift med Brita Henriz.Senare omgift med Afrodite Messini.
De hade två barn, den först födde Nicolai och den yngre Alexander.
Fetcó genomgick utbildning vid Tekniska skolan 1940 och blev därefter elev vid Isaac Grünewalds målarskola 1941–1945 samt bedrev studier under studieresor till Frankrike, Spanien, Italien samt runt hela Grekland inklusive den grekiska övärlden. Separat ställde han ut på bland annat Galerie Moderne i Stockholm och han medverkade i samlingsutställningen Ung konst på Färg och Form. Han arbetade som lärare på Beckmans 1944–1946 och etablerade 1949 Fetcós Skola för Bildande Konst. Hans konst består av stilleben men han är mest känd för sina expressiva arkitektoniska landskapsmålningar.
Bland hans offentliga utsmyckningar märks al frescomålningen Tag emot på Sörmans Varuhus i Stockholm.